# 谭善和
谭善和（1915年—1991年），湖南省茶陵县人。中国人民解放军少将。
1930年，参加中国工农红军，参加长征。抗日战争期间，担任冀鲁豫军区政治部保卫科科长、冀鲁豫军区后勤部政委。第二次国共内战期间，担任中共鄂豫第三地委书记兼军分区政委、第二野战军特种兵纵队副政委。中华人民共和国成立后，担任西南军区工兵纵队司令员兼政委职，率军修筑康藏公路、成渝铁路。朝鲜战争，担任中国人民志愿军工兵指挥所司令员兼东北军区工兵司令员，后授少将军衔。此后担任高级工程兵学校校长，中央军委工程兵副参谋长、参谋长、副司令员。1973年，担任乌鲁木齐军区政委、新疆军区副政委。后任中顾委委员。